# 28 гвардейцев
28 гвардейцев (каз. 28 гвардияшылар, до 199? г. — 60 лет Октября) — село в Келесском районе Туркестанской области Казахстана. Административный центр Бирлесуского сельского округа. Код КАТО — 6139431.

## Население
В 1999 году население села составляло 736 человек (346 мужчин и 390 женщин). По данным переписи 2009 года, в селе проживало 856 человек (430 мужчин и 426 женщин).